# Hippolyte Lazerges
Jean Raymond Hippolyte Lazerges, né à Narbonne le 5 juillet 1817 et mort à Mustapha le 24 octobre 1887, est un peintre orientaliste et compositeur français.
Son fils Paul Lazerges (1845-1902) est également peintre.

## Biographie
Fils d'un boulanger de Narbonne qui refusa longtemps, malgré une vocation marquée de lui laisser développer ses aptitudes artistiques, Hippolyte Lazerges passe une partie de son enfance en Algérie. Il finit par revenir en métropole à Paris en 1838 pour son service militaire, dont il est finalement réformé, et y étudie les beaux-arts auprès de David d'Angers et de François Bouchot. Ayant d'abord beaucoup œuvré dans le genre religieux, il connaît la pauvreté qui le conduit à réaliser des commandes de l'État et des peintures murales pour des édifices religieux,. Son tableau de La Mort de la Vierge est conservé à la chapelle des Tuileries. Définitivement de retour en Algérie en 1861 pour des problèmes de santé, il pratique très tôt le genre orientaliste,, notamment par des portraits. Avec Joseph Sintès et Alfred Chataud, il est l'un des fondateurs de l'École orientaliste d'Alger du XIXe siècle, caractérisée par une représentation réaliste et intimiste du peuple et des paysages maures. Ses scènes de cafés algériens en témoignent. De 1863 à 1868, il réalise des peintures murales illustrant des épisodes de la vie de Marie, ornant neuf des treize chapelles de l’église Notre-Dame-de-Recouvrance d'Orléans. De 1865 à 1869, il décore l'église Saint-Laurent d'Orléans, dont les murs et le cul de four des chapelles latérales et du chœur sont ornés de peintures.
Armand Point est son élève. Il est nommé chevalier de la Légion d'honneur, le 29 juin 1867, lors de l'Exposition universelle de 1867.
Ses œuvres sont en partie conservées au musée d'Art et d'Histoire de Narbonne, au département des arts graphiques du musée du Louvre, au musée du quai Branly, au musée d'Orsay à Paris, et dans diverses collections publiques internationales.
Outre la peinture, Hippolyte Lazerges a rédigé quelques essais, dont La forme et l'idéal dans l'art (1882). Il est également connu comme compositeur d'un grand nombre de mélodies vocales, dont plusieurs, comme Vive Paris et le Retour en France sont devenues populaires.

## Réception critique
Louis Auvray, critique d'art du XIXe siècle, note brièvement dans les peintures de Lazerges des compositions mélancoliques et poétiques servies par un dessin « correct et élégant ». Bruno Foucart remarque lui dans ses œuvres religieuses une certaine empathie pour les sujets dramatiques, et un usage marqué du clair-obscur. Ses peintures orientalistes, de genre et de paysage, apparaissent plus colorées et intimistes. Anne Bousquet souligne la composition langoureuse et paisible de son portrait d'une femme orientale, Rêverie (1883).

## Élèves notables
- Paul Dumoulin
- Caroline Espinet (1842-1910)[21]
- Curt Victor Clemens Grolig (1805-1862)
- Paul Lazerges, son fils
- Armand Point

## Œuvres dans les collections publiques
- Bernay, musée des Beaux-Arts : Baigneuses, 1873, huile sur bois.
- Dijon, musée des Beaux-Arts : Pietà, vers 1845, huile sur bois, 46,2 × 37,7 cm.
- Narbonne, musée d'Art et d'Histoire :
  - L'Albane dans son atelier, 1857, huile sur toile ;
  - Quatre étude d'arbres, dessins, 1875 ;
  - À la fenêtre, 1883[22] ; une esquisse ou une copie de ce tableau est détenue par le musée Marcel Proust - Maison de tante Léonie à Illiers-Combray en Eure-et-Loir[23].
  - Algériennes autour de la fontaine - 1886 [24]
  - Marchand d'orange dans une ruelle d'Orient [25]
- Orléans :
  - église Notre-Dame-de-Recouvrance : peintures murales réalisées de 1863 à 1868, ornant neuf des treize chapelles[26].
  - église Saint-Laurent, 15 peintures murales réalisées de 1865 à 1869 : La Vie de la Vierge dans la chapelle de la Vierge, Les Évangiles de la Miséricorde dans la chapelle du Sacré-Cœur, Le Martyre de saint Laurent dans le chœur.
  - musée des Beaux-Arts : 
    - décoration du plafond de l'ancien théâtre d'Orléans, 1870, transférée au musée après la démolition de la salle de spectacle en 1979[27].
    - Saint Jean l'Évangéliste, Salon de 1844, huile sur toile, 100 x 81cm[28].
- Paris, Musée du Quai Branly - Jacques-Chirac : Café maure à Alger, 1878, huile sur toile.

### Ouvrages littéraires et illustrations

#### En tant qu'auteur
- Cours élémentaire de dessin : exécuté en fac-similé sur pierre (avec Gustave Barry), Paris, 1854 (OCLC 693257125).
- Beaux-arts, questions du jour : De l’Institut, de l’École des beaux-arts et des institutions, Paris, Leclère, 1868 (lire en ligne).
- Beaux-arts, questions du jour : Des associations artistiques, Paris, Leclère, 1868 (lire en ligne).
- La Franc-Maçonnerie : ce qu’elle a été ; ce qu’elle est ; ce qu’elle devrait être : suivie de la lettre écrite au roi Guillaume de Prusse le 24 novembre 1870, Toulouse (OCLC 468863217, lire en ligne).
- Étude sur la réorganisation des beaux-arts et sur l'enseignement du dessin dans les écoles communales, Montpelliers, 1871 (OCLC 457720265).
- La forme et l'idéal dans l'art, Gavault Saint-Lager, 1882.

#### En tant qu'illustrateur
- Père Jean-Joseph, capucin, Chemin de croix avec Marie, 14 illustrations du Christ au crayon datant de 1869, Montréal, Éd. Thau, La Réparation, 1956.
- Pierre Pelot, Chemin de croix, illustré et médité, Mulhouse, 1935 (OCLC 81716867).
- (en) The three hours and all Fridays of the year : prayers and hymns in commemoration of the seven words spoken by Jesus on the Cross, St. Paul (réimpr. 1946) (OCLC 25227812).

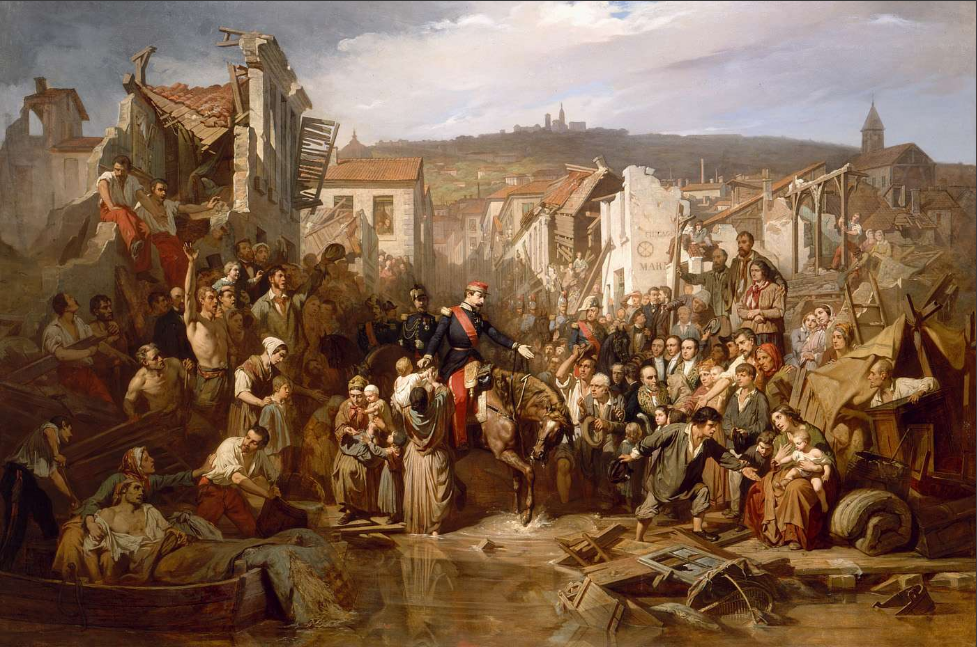
Napoléon III rendant visite aux sinistrés des inondations de Lyon (1856), château de Compiègne.
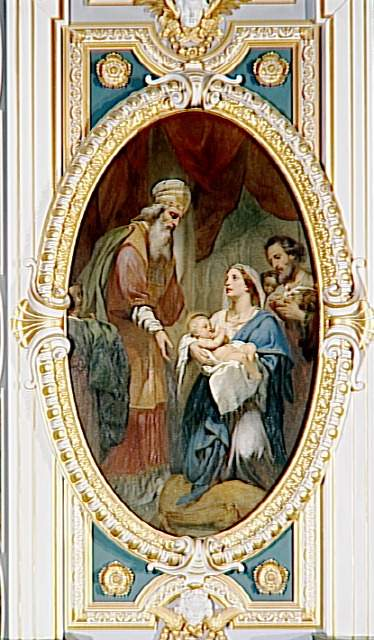
La Présentation au Temple (1855), château de Fontainebleau.
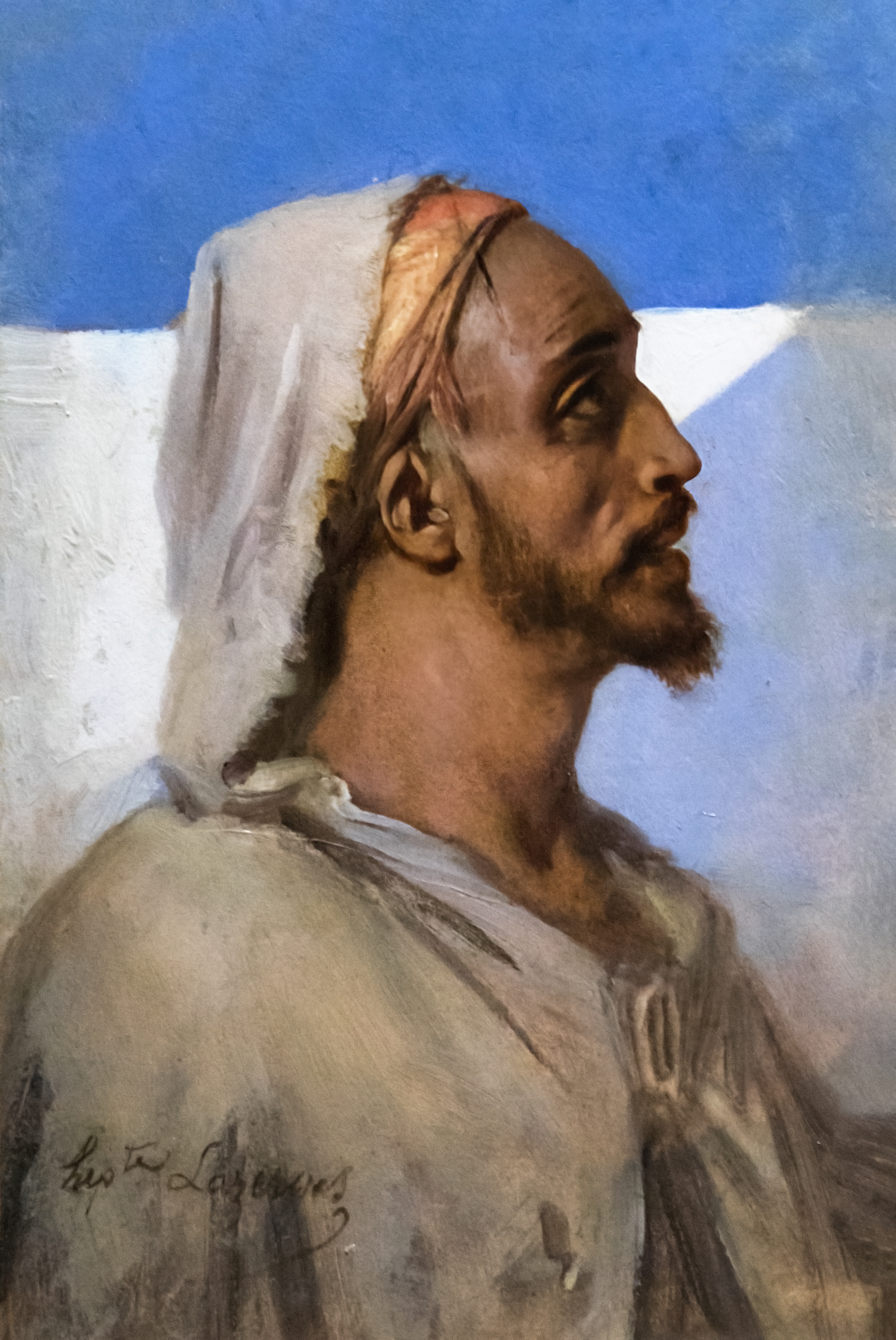
Portrait d'un arabe (c.1880) - Musée des Beaux-Arts de Narbonne
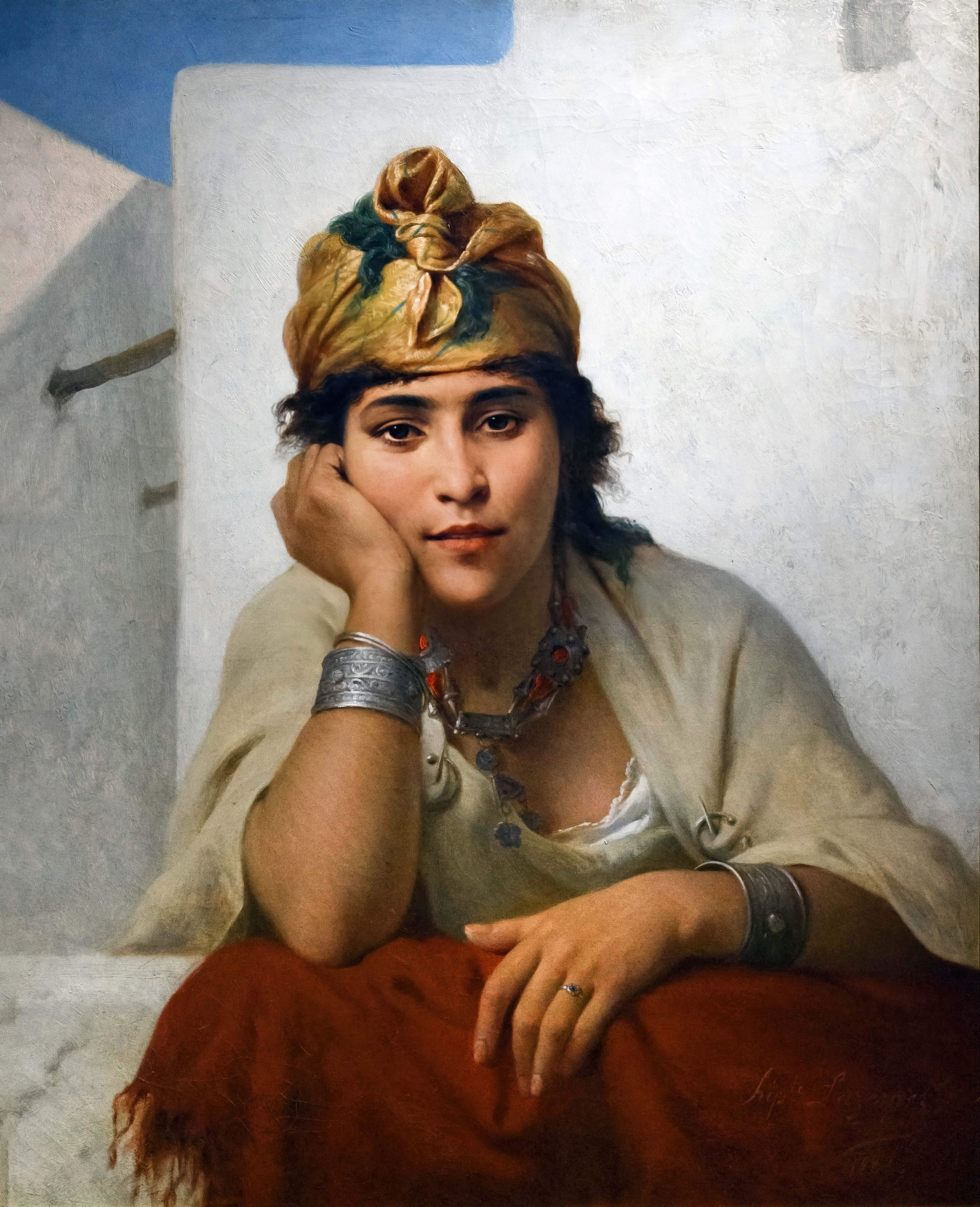
Rêverie (1883), musée d'Art et d'Histoire de Narbonne.
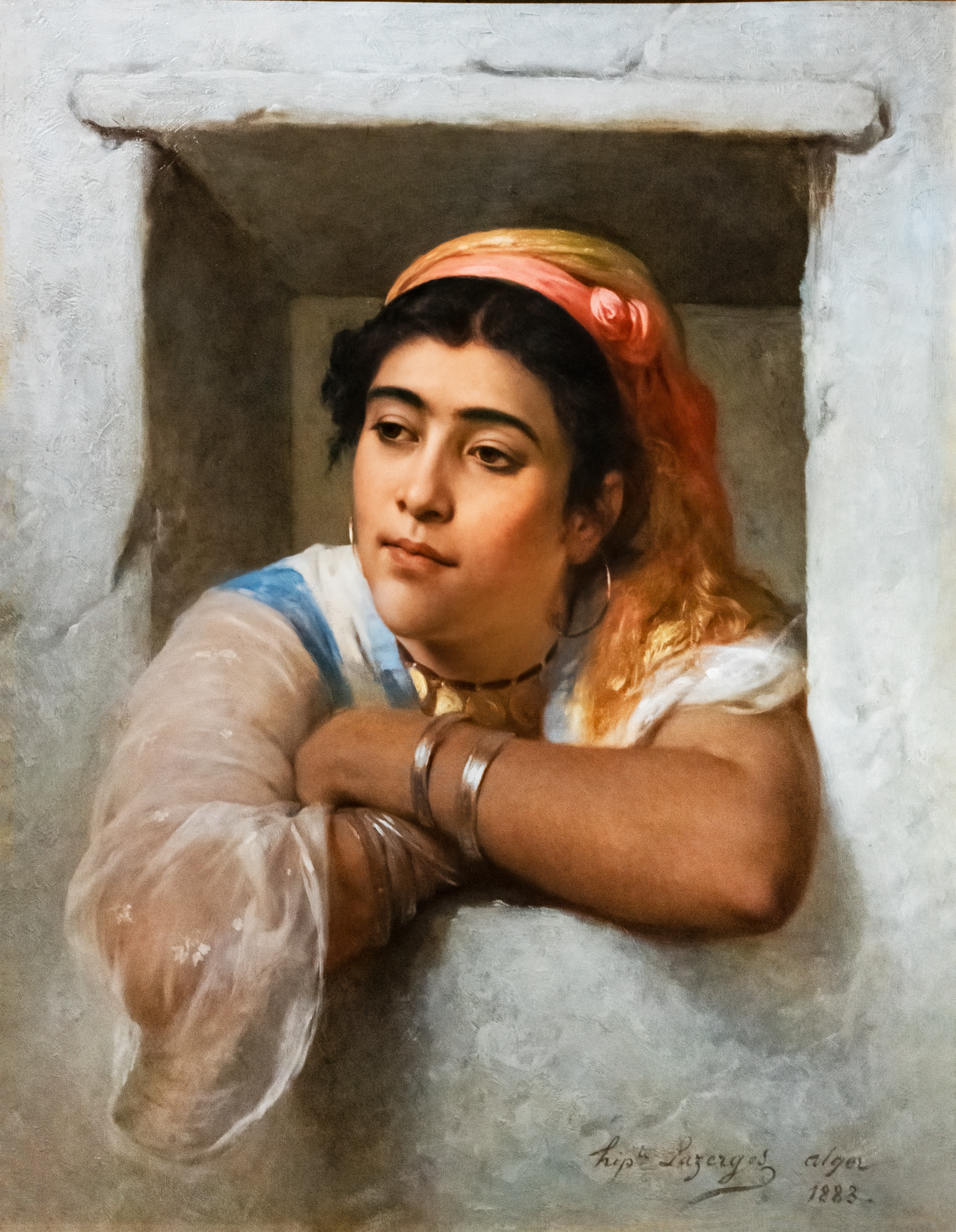
À la fenêtre (1883), musée d'Art et d'Histoire de Narbonne.
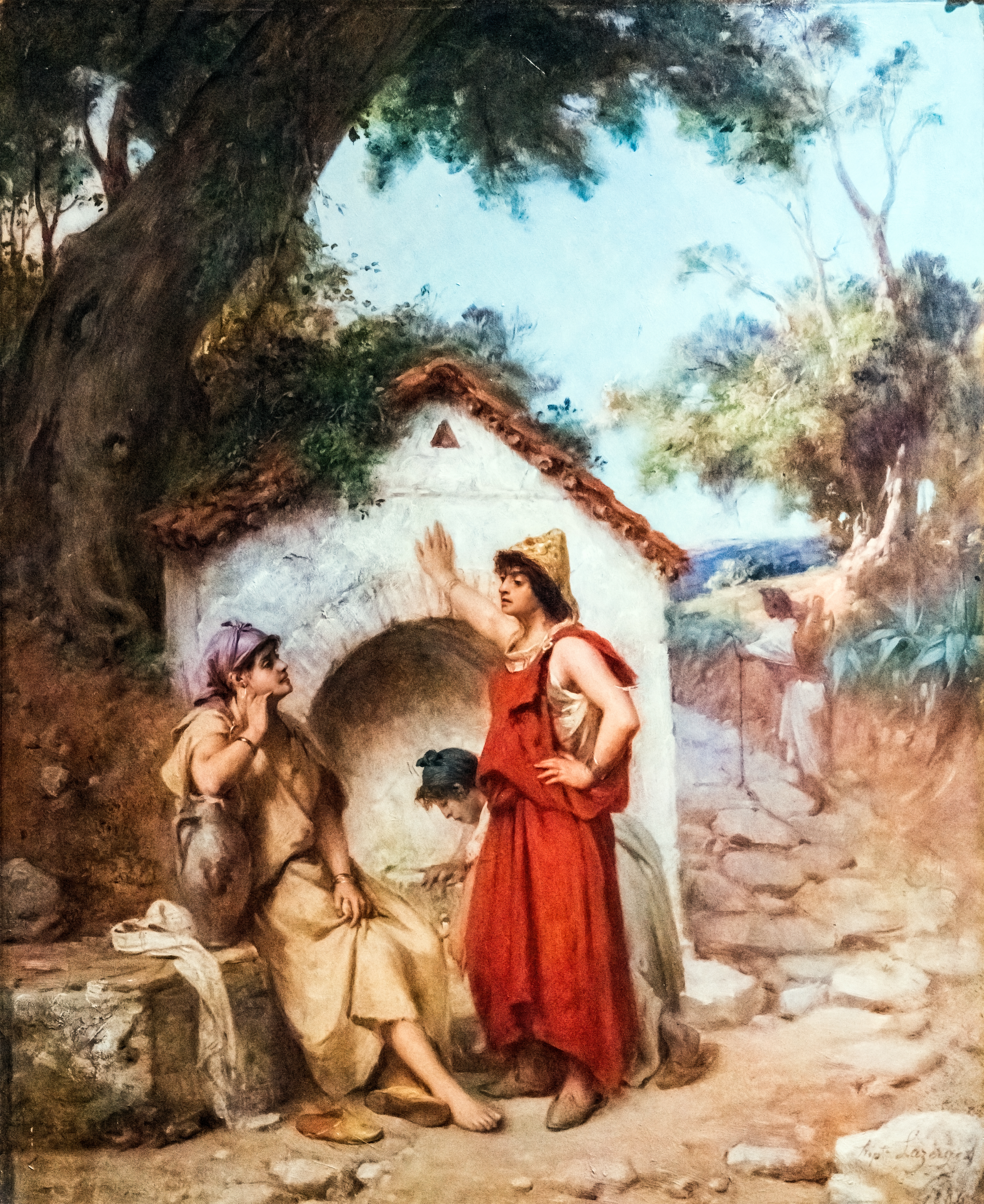
Algériennes autour de la fontaine (vers 1886), Musée des Beaux-Arts de Narbonne.
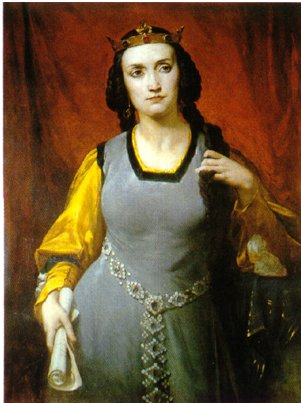
Portrait de Marie Dorval dans le rôle d'Agnès de Méranie (vers 1846), Paris, théâtre de l'Odéon.
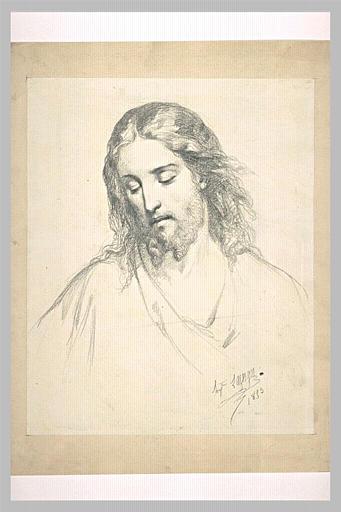
Portrait du Christ (1853), Paris, musée du Louvre.
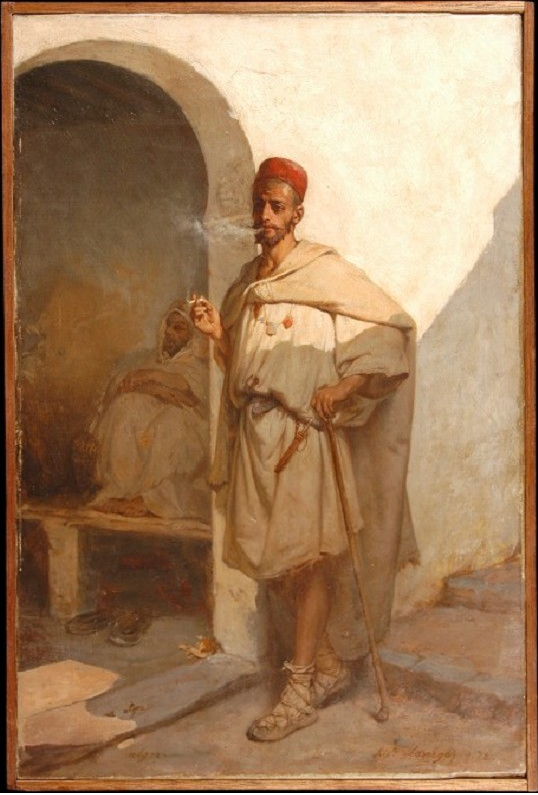
Café maure à Alger (1878), Paris, musée du quai Branly - Jacques-Chirac.

## Œuvres en tant que compositeur
Hippolyte Lazerges a composé un grand nombre de mélodies vocales, dont plusieurs sont restées populaires, comme Vive Paris et le Retour en France. Il a également mis en musique des poèmes, dont Vous n'êtes rien près d'elle, écrit par André Chanet.
Dans un CD paru en 2011 sous le label Deutsche Harmonia Mundi, le Huelgas Ensemble dirigé par Paul van Nevel, propose un enregistrement d'Eloge du tabac, mélodie d'Hippolyte Lazerges sur un texte de Charles Perrault.